# 진주제일여자고등학교
진주제일여자고등학교(晋州第一女子高等學校)는 대한민국 경상남도 진주시 하대동에 있는 사립 고등학교이다.

## 학교 연혁
- 1984년 4월 30일 : 학교법인 청암학원 설립인가, 진주제일여자고등학교 설립인가(6학급)
- 1984년 4월 30일 : 청암학원 이사장 민영옥 의학박사 취임
- 1986년 1월 15일 : 진주제일여자고등학교 학급증설인가(24학급)
- 1986년 3월 3일 : 개교 및 제1회 입학식
- 1999년 2월 9일 : 다목적교실 청암관 준공(1,433.64m2)
- 2003년 10월 28일 : 별동 교실 증축(605.4m2)
- 2009년 8월 4일 : 경남교육청 지정 수학·과학 특성화 교과교실제학교 선정
- 2010년 1월 4일 : 교육과학기술부 지정 과학중점학교 선정 및 교육과정 자율학교 지정, 천체관 등 과학실험시설 완비
- 2014년 10월 18일 : 제5대 청암학원 민찬식 이사장 취임
- 2022년 3월 1일 : 제10대 교장 강신철 선생 취임
- 2023년 2월 8일 : 제35회 졸업식 거행(졸업생 237명) 누적 졸업생 수 13,783명
- 2023년 3월 2일 : 제38회 입학식 거행(입학생 276명)

## 참고 자료
- 진주제일여자고등학교 - 한국교육학술정보원 학교알리미